# Wansirou
Wansirou est un quartier situé dans le 3e arrondissement  de Parakou dans le département du Borgou.

## Histoire
Le 27 mai 2013 après la délibération et l'adoption par l'assemblée nationale du Bénin en sa séance du 15 février 2013 de la loi n° 2013-05 du15/02/2013 portant création, organisation, attributions et fonctionnement des unités administratives  locales en République du Bénin, Wansirou figure dans la liste des douze quartiers de cet arrondissement,,,.

## Population
Selon le rapport de février 2016 de l'Institut National de la Statistique et de l'Analyse Économique (INSAE) du Bénin intitulé Effectifs de la population des villages et quartiers de ville du Bénin (RGPH-4, 2013), le quartier Wansirou compte 5095 habitants dont 3052 femmes et 2893 hommes.

## Galerie de photos

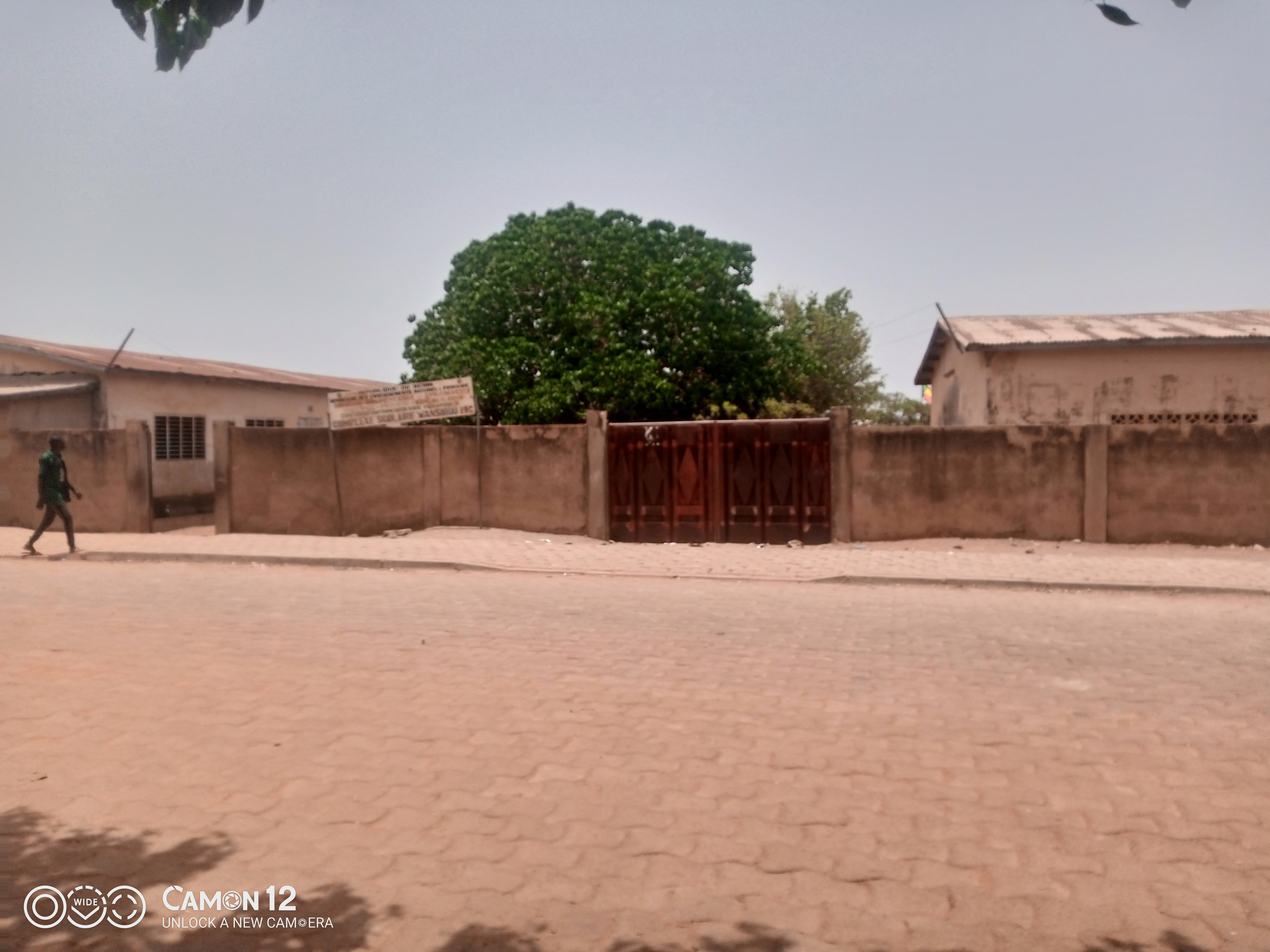
Le complexe scolaire ABC de Wansirou
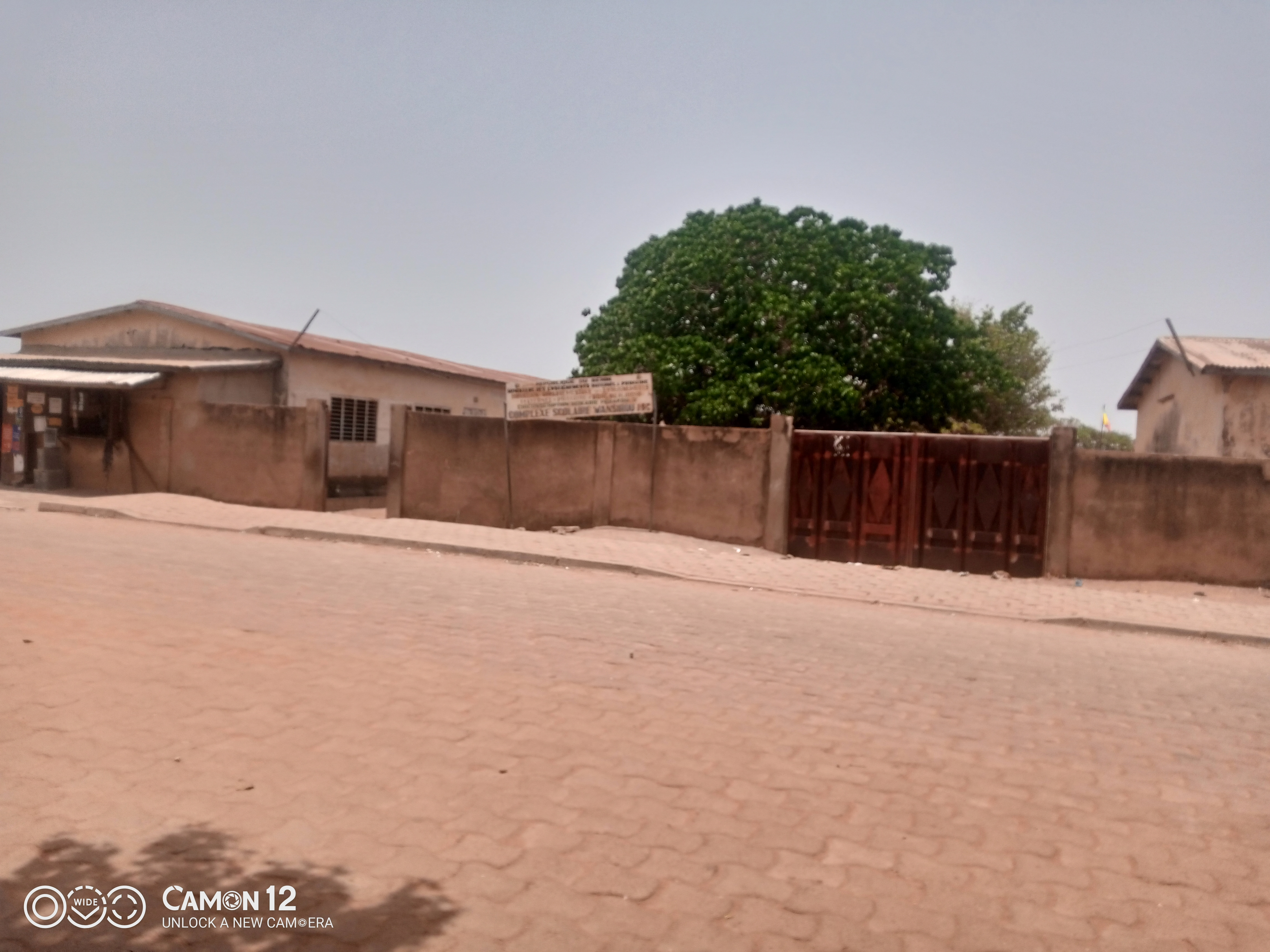
Complexe scolaire ABC de Wansirou à Parakou
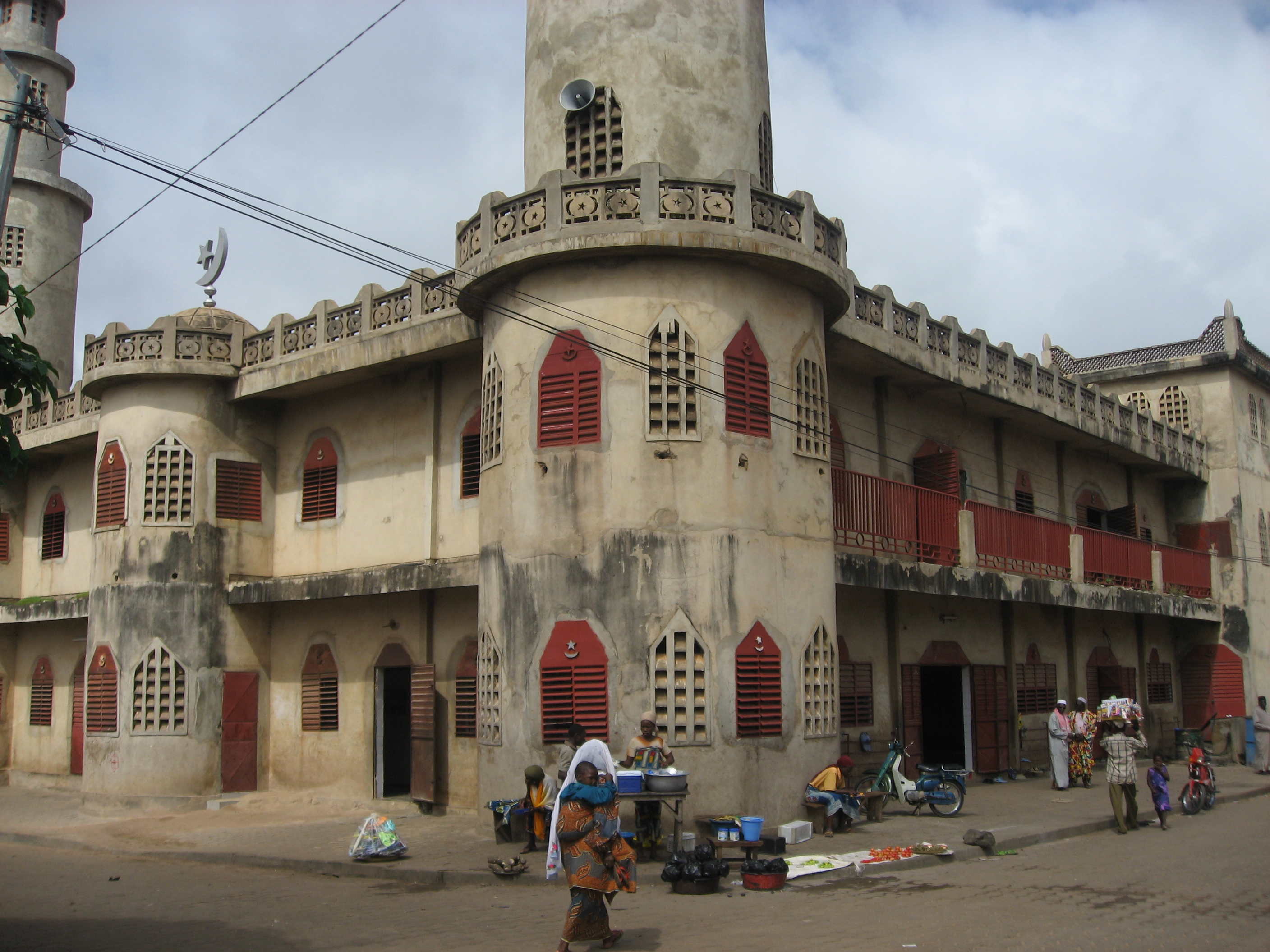
Mosquee à Parakou